# Oclusiva bilabial sonora
A oclusiva bilabial sonora é um tipo de fone consonantal empregado em alguns idiomas. O símbolo deste som tanto no Alfabeto Fonético Internacional quanto no X-SAMPA é b. Este som ocorre no português em palavras como "boca".

## Características
- Sua forma de articulação é oclusiva, ou seja, produzida pela obstrução do fluxo de ar no trato vocal.[1]
- Como a consoante também é oral, sem saída nasal, o fluxo de ar é totalmente bloqueado e a consoante é uma plosiva.[1]
- Seu local de articulação é bilabial, o que significa que está articulado com os dois lábios.[1]
- Sua fonação é sonora, o que significa que as cordas vocais vibram durante a articulação.[1]
- É uma consoante oral, o que significa que o ar só pode escapar pela boca.[1]
- Como o som não é produzido com fluxo de ar sobre a língua, a dicotomia central-lateral não se aplica.[1]
- O mecanismo da corrente de ar é pulmonar, o que significa que é articulado empurrando o ar apenas com os pulmões e o diafragma, como na maioria dos sons.[1]

## Variedades
| AFI | Descrição                |
| --- | ------------------------ |
| b   | B comum                  |
| bʷ  | B labializado            |
| b̜ʷ  | B semi-labializado       |
| b̹ʷ  | B fortemente labializado |
| bʲ  | B palatalizado           |
| bʱ  | B aspirado               |
| bˠ  | B velarizado             |

## Ocorrência
| Língua              | Língua              | Palavra        | AFI          | Significado        | Notas                                     |
| ------------------- | ------------------- | -------------- | ------------ | ------------------ | ----------------------------------------- |
| Adigue              | Adigue              | бгъу/bg"u      | [bʁʷə]ⓘ      | Nove               |                                           |
| Árabe               | Padrão              | باب/baab/bāb   | [baːb]       | Porta              |                                           |
| Assírio neoaramaico | Assírio neoaramaico | baba           | [baːba]      | Pai                |                                           |
| Armênio             | Oriental            | բարի/bari      | [bɑˈɾi]ⓘ     | Bom                |                                           |
| Basco               | Basco               | bero           | [beɾo]       | Quente             |                                           |
| Bengali             | Bengali             | বলো/balo        | [bɔlo]       | Diga!              | Contrasta com versão aspirada.            |
| Catalão             | Catalão             | bèstia         | [ˈbɛstiə]    | Besta              |                                           |
| Chinês              | Min do sul          | 閩/ ban        | [ban]        | Província Fujian   | Apenas em fala coloquial.                 |
| Chinês              | Wu                  | 皮/ bi         | [bi]         | Pele               |                                           |
| Chinês              | Xiang               | 浮/ baw        | [bau]        | Flutuar            |                                           |
| Tcheco              | Tcheco              | bota           | [ˈbota]      | Bota               |                                           |
| Holandês            | Holandês            | boer           | [buːr]       | Fazendeiro         |                                           |
| Inglês              | Inglês              | aback          | [əˈbæk]ⓘ     | Surpresa           |                                           |
| Esperanto           | Esperanto           | batalo         | [baˈtalo]    | Guerra             |                                           |
| Filipino            | Filipino            | buto           | [buto]       | Osso               |                                           |
| Francês             | Francês             | boue           | [bu]         | Lama               |                                           |
| Georgiano           | Georgiano           | ბავშვი/ bavšvi | [ˈbavʃvi]    | Criança            |                                           |
| Alemão              | Alemão              | aber           | [ˈäːbɐ]ⓘ     | Mas                |                                           |
| Grego               | Grego               | μπόχα / bócha  | [ˈbo̞xa]      | Fedor              |                                           |
| Guzerate            | Guzerate            | બક્રી/bakri      | [bəkri]      | Cabra              |                                           |
| Hebraico            | Hebraico            | בית‎/bait       | [bajit]      | Casa               |                                           |
| Hindi               | Hindi               | बाल             | [bäːl]       | Cabelo             | Contrasta com versão aspirada (भ).        |
| Húngaro             | Húngaro             | baba           | [ˈbɒbɒ]      | Bebê               |                                           |
| Italiano            | Italiano            | bile           | [ˈbile]      | Ira                |                                           |
| Japonês             | Japonês             | 番 / ban       | [baɴ]        | Rodada (de alguém) |                                           |
| Cabardiano          | Cabardiano          | бгъуы/bg"uy    | [bʁʷə]ⓘ      | Nove               |                                           |
| Coreano             | Coreano             | 지붕 / jibung  | [t͡ɕibuŋ]     | Telhado            |                                           |
| Curdo               | Kurmanji            | bav            | [bɑːv]       | Pai                |                                           |
| Curdo               | Sorani              | باوک/bâwk      | [bɑːwk]      | Pai                |                                           |
| Curdo               | Quelúri             | باوگ/bâwig     | [bɑːwɨg]     | Pai                |                                           |
| Luxemburguês        | Luxemburguês        | geblosen       | [ɡ̊əˈbloːzən] | Explodido          | Mais normalmente surdo [p].               |
| Macedônio           | Macedônio           | убав/ubav      | [ˈubav]      | Lindo              |                                           |
| Malaio              | Malaio              | baru           | [bäru]       | Novo               |                                           |
| Maltês              | Maltês              | għatba         | [aːtˈba]     | Limite             |                                           |
| Marata              | Marata              | बटाटा            | [bəˈʈaːʈaː]  | Batata             |                                           |
| Nepali              | Nepali              | बाटो             | [bäʈo]       | Rota               |                                           |
| Norueguês           | Norueguês           | bål            | [ˈbɔːl]      | Fogueira           |                                           |
| Oriá                | Oriá                | ବାର/bāra        | [bärɔ]       | Doze               | Contrasta com versão aspirada.            |
| Farsi               | Farsi               | خوب‎/ khub      | [xub]        | Bom                |                                           |
| Pirarrã             | Pirarrã             | pibaóí         | [ˈpìbàóí̯]    | Pai                |                                           |
| Polonês             | Polonês             | bas            | [bäs]ⓘ       | Baixo              |                                           |
| Português           | Português           | bato           | [ˈbatʊ]      | Bato               |                                           |
| Panjabi             | Panjabi             | ਬਿੱਲੀ/billi       | [bɪlːi]      | Gato               |                                           |
| Romeno              | Romeno              | bou            | [bow]        | Boi                |                                           |
| Russo               | Russo               | рыба/ryba      | [ˈrɨbə]      | peixe              | Contrasta com forma palatalizada.         |
| Servo-croata        | Servo-croata        | биће / biće    | [bǐːt͡ɕě]     | Criatura           |                                           |
| Eslovaco            | Eslovaco            | byt'           | [bi̞c̟]        | Ser                |                                           |
| Espanhol            | Espanhol            | invertir       | [ĩmbe̞ɾˈt̪iɾ]  | Investir           |                                           |
| Sueco               | Sueco               | bra            | [ˈbɾɑː]      | Bom                | Pode ser uma aproximante em forma casual. |
| Tailandês           | Tailandês           | บำบัด/bambat    | [bam.bat̚]    | Terapia            |                                           |
| Turco               | Turco               | bulut          | [ˈbuɫut̪]     | Nuvem              |                                           |
| Tyap                | Tyap                | bai            | [bai]        | Vir                |                                           |
| Ucraniano           | Ucraniano           | брат           | [brɑt̪]       | Irmão              |                                           |
| Urdu                | Urdu                | بال/baal       | [bɑːl]       | Cabelo             | Contrasta com versão aspirada (بھ).       |
| Galês               | Galês               | mab            | [mɑːb]       | Filho              |                                           |
| Frísio ocidental    | Frísio ocidental    | bak            | [bak]        | Bandeja            |                                           |
| Yi                  | Yi                  | ꁧ / bbo       | [bo˧]        | Montanha           |                                           |
| Zapoteco            | Tilquiapano         | bald           | [bal͡d]       | Poucos             |                                           |